# Альграфія

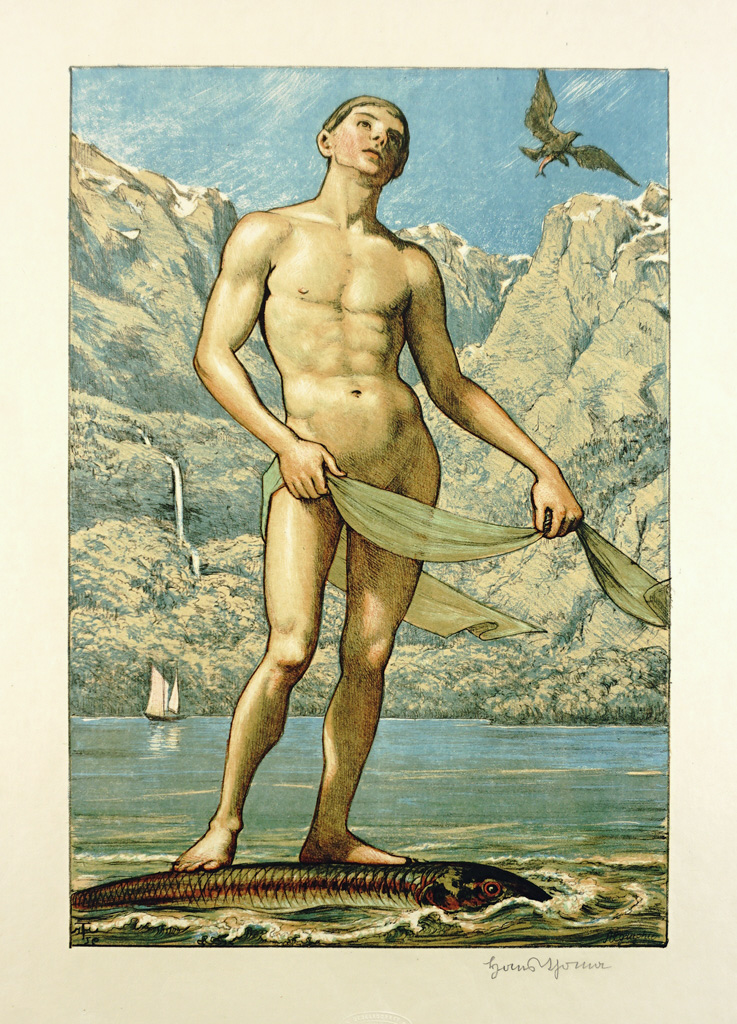
Ганс Тома, Ганімед. Альграфія 1895 року.

Альграфія (від алюміній і …графія, нім. Algraphie) — спосіб плоского друку, при якому друкарська форма виготовляється на тонкій (0,6-0,8 мм) алюмінієвій пластині. Застосовується для друкування на офсетних машинах плакатів, художніх репродукцій, карт й ін.
Вперше застосований Шольцем у Майнці в 1892 році. Така технологія передбачає шліфування алюмінієвої пластини, витравлення її кислотою з подальшим промиванням та висушуванням. Після цього на пластину наносять потрібний для друку малюнок. Друкували на друкарських верстатах, застосовуючи для нанесення фарби валики з гумовим покриттям. В іншому така технологія не відрізняється від літографії. Альграфія дозволяє багатотиражний друк, її перевагою є легкість пластин. Пластини можна застосовувати для художнього, картографічного друку та фотолітографії.